# 卡什 (喬治亞州)
卡什（英語：Cash）是位於美國喬治亞州戈登縣的一個非建制地區。該地的面積和人口皆未知。

## 地理
卡什的座標為34°29′23″N 84°49′07″W / 34.48972°N 84.81861°W，而該地的平均海拔高度為202米（即663英尺）。